# Вобла

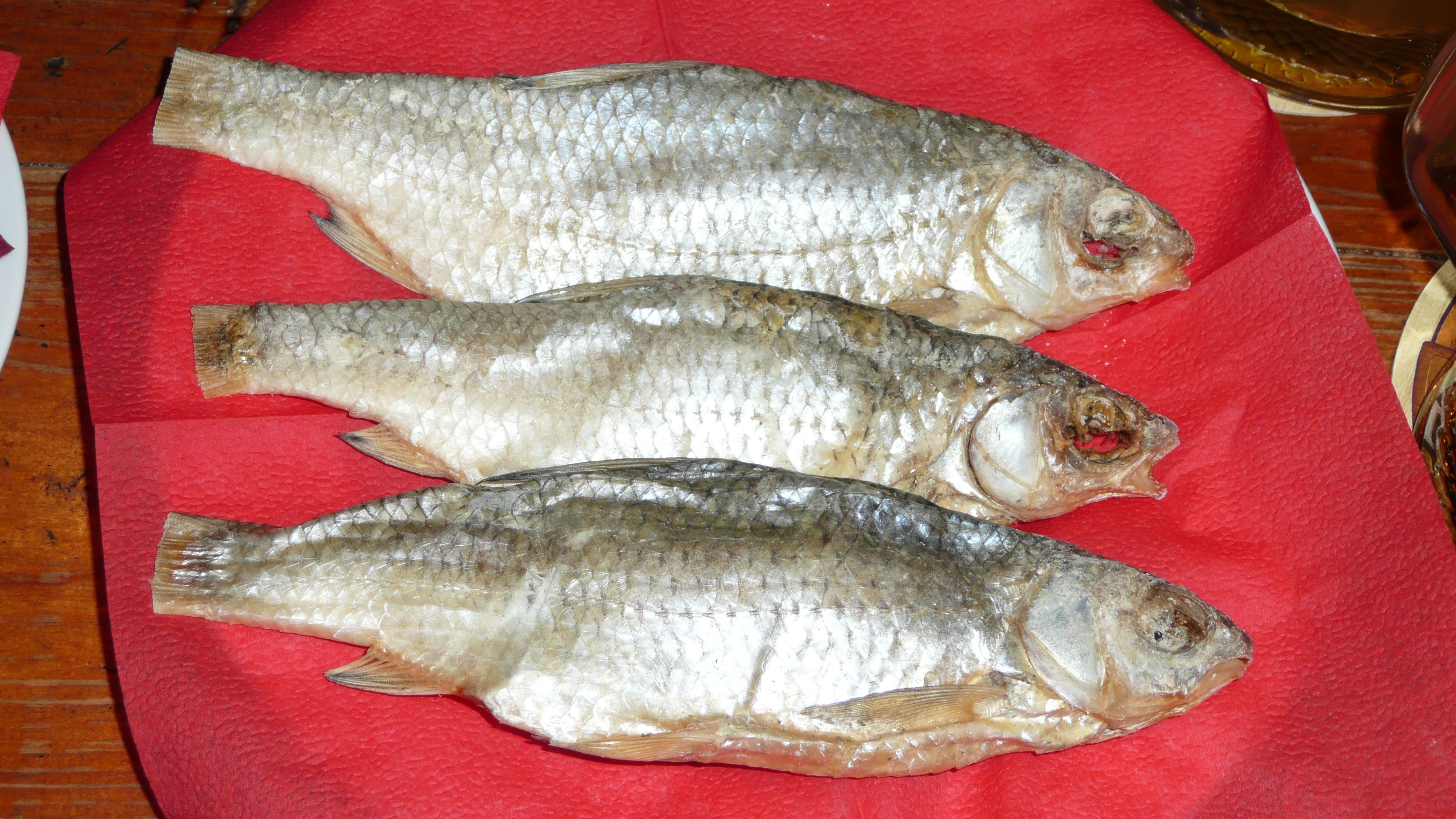
Сушёная вобла

Во́бла  (лат. Rutilus caspicus) — вид лучепёрых рыб семейства карповых. Обитает в Каспийском море и Балхашском озере, составляет важный предмет промысла на нижней Волге.
От речной плотвы отличается большей величиной (до 30 см и более) и некоторыми второстепенными морфологическими признаками (плавниками серого цвета с чёрной оторочкой и радужиной глаз серебристого цвета с тёмными пятнами над зрачками).

## Распространение
Вобла — эндемик Каспийского моря, причём выделяют несколько обособленных стад: северокаспийское, азербайджанское — в юго-западной и южной части Каспия, туркменское — в юго-восточной части Каспия.

## Питание
Вобла — животноядная рыба, питается малоподвижными беспозвоночными. Тип питания — гетеротрофный, голозойный.

## Размножение
За свою жизнь вобла размножается в среднем 5—6 раз. Икрометание происходит единовременно в апреле—мае. Икра откладывается на глубину не более 50 см.

## Жизненный цикл и развитие
Зиму вобла проводит в море; осенью огромные косяки подходят к берегам и зимуют в ямах перед самыми устьями Волги, в которую при этом никогда не входят, в отличие от другого подвида — сибирской плотвы, по наблюдениям Н. А. Северцова, зимующей в большом количестве в Урале. Ранней весной или даже в конце зимы, когда другая рыба ещё лежит на ямах, вобла начинает идти в реку. На выход воблы из моря в реку имеет влияние состояния погоды; при ветре с моря (моряне) выход воблы начинается раньше; холодная погода задерживает ход.
Отдельными особями вобла показывается в реке ещё подо льдом, во второй половине февраля она попадается уже косяками; в марте ход ещё усиливается, но окончательно он открывается только в апреле, когда река давно уже вскрылась. Косяки воблы тянутся по всем рукавам Волги, но не подымаются особенно высоко вверх по реке: выше Волгограда она почти не попадается.
Большая часть воблы остаётся в устьях, где она, отыскивая себе места для метания икры, набивается во все протоки, ерики и затоны, иногда в невероятном количестве. Вобла идёт вверх по реке довольно быстро, держась преимущественно на глубине, в полую воду или при сильном течении тянется вдоль берега. Для метания икры вобла заходит в ильмени, в камыш, выбирается также на травянистые места, залитые полой водой. Множество воблы во время весеннего хода погибает, вода быстро уходит из разливов, образовавшихся при морском ветре, а забравшаяся в них вобла и другая рыба остаётся на сухом. Много воблы погибает и выбрасывается на берег во время волнения.
Во время нерестования наружный вид воблы несколько изменяется; весной, иногда задолго до метания икры, начинается усиленная деятельность наружных покровов тела, выделяющая много слизи, которая густеет и покрывает всё туловище. Как у самцов, так и у самок образуются на чешуйках кожи особые бородавки, сперва белого цвета, потом темнеющие, с острой и очень твёрдой вершиной. Голова частью покрывается большими беловатыми наростами в виде опухоли. Образуется так называемый «брачный наряд».
Перед наступлением периода размножения вобла перестаёт принимать пищу; желудок в это время у неё пустой или наполнен одной слизью; она живёт теперь за счёт своего жира, которым бывает тем богаче, чем раньше вошла в реку. После метания икры вобла становится так худа, что голова её выглядит вдвое толще остального туловища, которое принимает очень узкую, удлинённую форму и более тёмный цвет. Такая вобла снова уходит из реки в море, где теряет свой брачный наряд и жадно бросается на корм.
Рыбу, выметавшую икру и уходящую обратно в море, в низовьях Волги называют покатною; она идет вниз по реке уже не таким сплошным косяком, как идущая вверх. С середины мая уже до следующего года в реке не попадается ни одного экземпляра морской воблы. Выклюнувшиеся из икры мальки воблы, по-видимому, тоже тотчас же уходят в море, где и проводят, вероятно, всю жизнь до наступления половой зрелости.
К зиме разжиревшая вобла подходит близко к берегам и перезимовывает перед самым устьем Волги, чтобы весною снова двинуться в реку. Перед зимней спячкой вобла выделяет обильную слизь, обволакивающую всё её тело густым слоем; эта слизь известна под именем слёна, или рубашки, и, вероятно, предохраняет рыбу от влияния холодной воды.
В период зимнего сна рыба ничего не ест и лежит неподвижно на дне ям и омутов, находясь в полусонном, полубодрственном состоянии

## Межвидовые взаимоотношения
Вобла составляет главную конкуренцию лещу. Для хищников, в том числе тюленей и осетровых (белуга), является кормовой базой, особенно молодые особи.

## В качестве блюда
Солёно-сушёную воблу обычно едят без соусов и гарниров. Многие предпочитают запивать воблу пивом, что уменьшает солёный вкус рыбы.
Воблу можно считать сырой рыбой, но на самом деле она не сырая и не вяленая, а скорее солёная. Её вымачивают в рассоле в течение нескольких суток, а затем тщательно высушивают на воздухе ещё два дня, что в итоге приводит к денатурации белка.

## Использование в политике
В октябре 2022 районный суд Тюмени прекратил дело об административном правонарушении за «дискредитацию армии» против местной жительницы, возбуждённое из-за антивоенной надписи «Нет в***е», так как обвиняемой удалось убедить судью, что ребус на самом деле расшифровывается как «Нет вобле» и выражает неприязнь к данному виду рыб. Эта фраза стала вирусной и получила широкое распространение в рунете.